# Defibrillatore indossabile

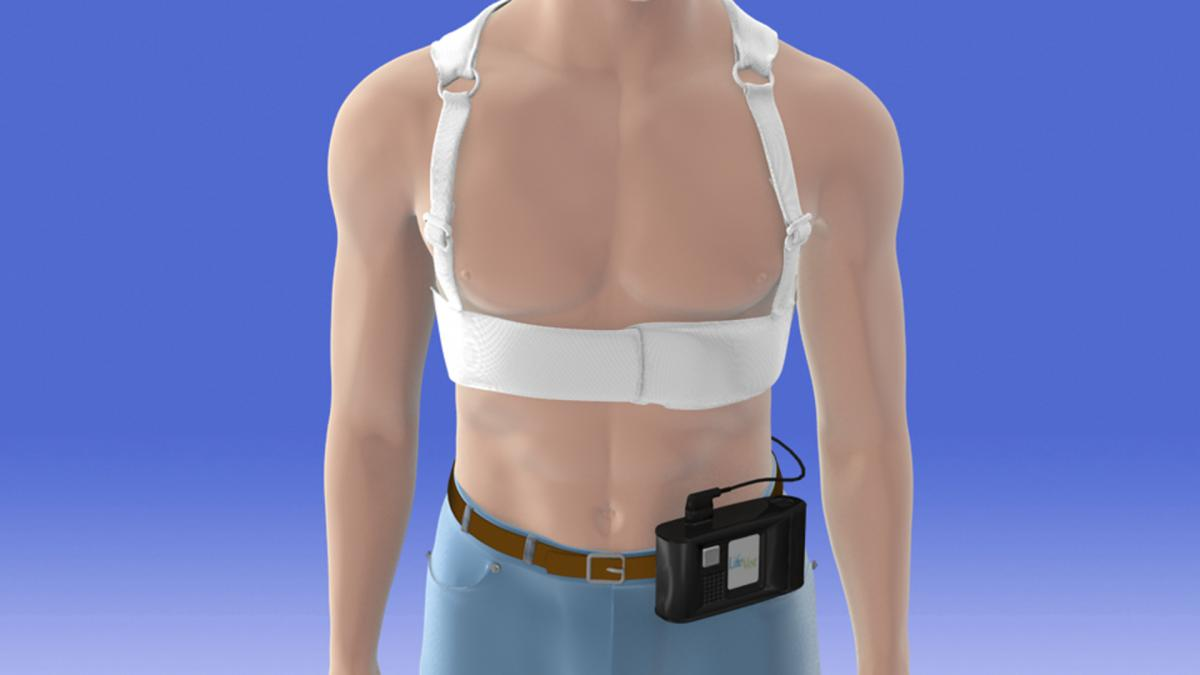
Figura 2: LifeVest^{®} defibrillatore indossabile (WCD) indossato

Il defibrillatore indossabile (in inglese Wearable Cardioverter Defibrillator, comunemente abbreviato in "WCD") è un corpetto esterno dotato di un defibrillatore incorporato, utilizzato per monitorare costantemente il ritmo cardiaco di un paziente e trattare tempestivamente eventuali aritmie cardiache che possano determinare la morte cardiaca improvvisa.

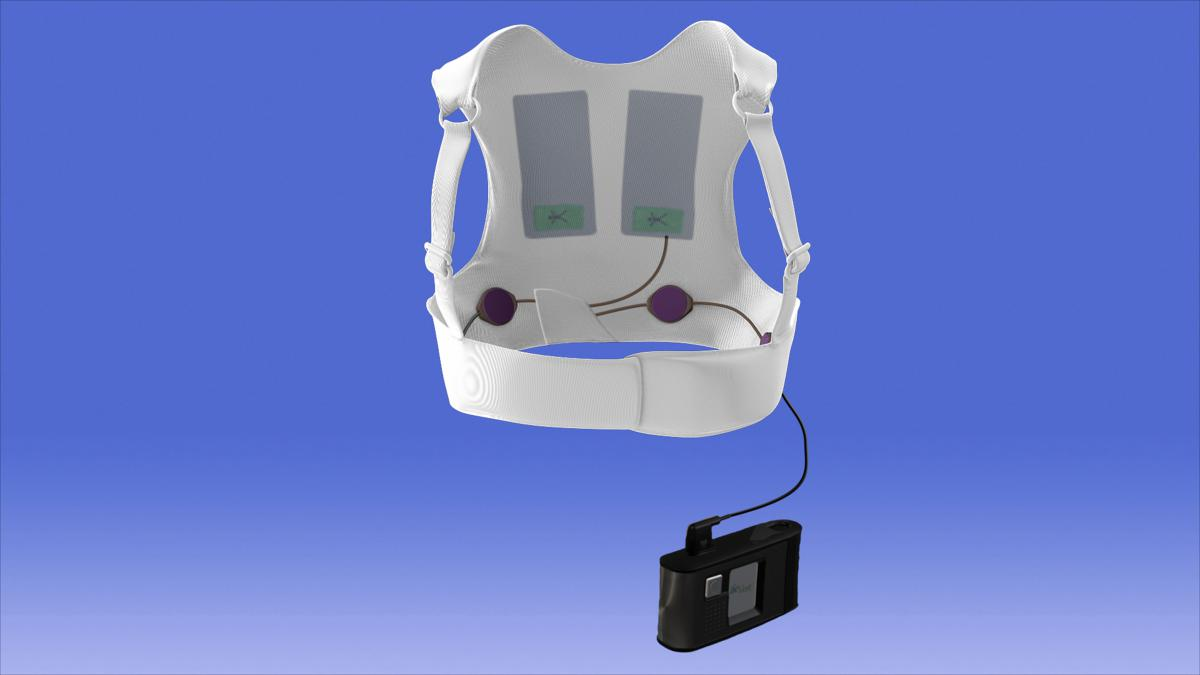
Figura 1: LifeVest^{®} defibrillatore indossabile (WCD)

## Descrizione generale e scopo
Il WCD viene indossato direttamente sul corpo, a contatto con la pelle, dai pazienti che sono a rischio transitorio di morte cardiaca improvvisa (MCI) per ridurre il rischio a breve termine; non richiede un intervento chirurgico per essere utilizzato. Il WCD è anche un'opzione terapeutica temporanea nel caso in cui un defibrillatore impiantabile (ICD) non possa o non debba essere impiantato immediatamente. Il WCD consente ai pazienti di continuare la loro vita normale senza preoccuparsi costantemente del rischio di MCI.
Il WCD è un dispositivo medico non invasivo. È composto da un corpetto lavabile, una cintura di elettrodi e un monitor. Il corpetto con la cintura di elettrodi viene indossato sotto gli abiti durante tutto il giorno. Il WCD dovrebbe essere tolto solo quando si fa la doccia o il bagno, se possibile sotto la supervisione di una persona che ne conosca il funzionamento. Il monitor può essere indossato intorno alla vita o a tracolla. Gli elettrodi e i fili, posizionati all'interno del corpetto, poggiano direttamente sulla pelle. Il monitor registra costantemente la frequenza e il ritmo cardiaco. Se vengono rilevate aritmie cardiache rapide pericolose per la vita, come la tachicardia ventricolare (TV) o la fibrillazione ventricolare (FV), il defibrillatore eroga uno o più shock per ripristinare un ritmo cardiaco normale. Poiché il tempo che intercorre tra un arresto cardiaco e la defibrillazione è direttamente collegato alla sopravvivenza, uno shock deve essere erogato entro pochi minuti dall'evento per essere efficace. Ogni minuto che passa senza trattamento riduce del 7-10% le possibilità di sopravvivenza del paziente. Dal rilevamento di un'aritmia cardiaca pericolosa per la vita all'erogazione automatica di uno shock, il WCD richiede solitamente meno di un minuto. Il tasso di successo del primo shock per la rianimazione di pazienti colpiti da MCI è del 98%. Il WCD non richiede l'intervento degli astanti o del personale di emergenza per funzionare.
L'uso del WCD è raccomandato nelle linee guida della European Society of Cardiology (ESC) del 2021 (Guidelines for the diagnosis and treatment of acute and chronic heart failure) e del 2022 (Guidelines for the management of patients with ventricular arrhythmias and the prevention of sudden cardiac death). Anche le linee guida internazionali congiunte dell'American College of Cardiology, dell'American Heart Association e della European Society of Cardiology (ACC/AHA/ESC) del 2006 e dell'American Heart Association, American College of Cardiology, Heart Rhythm Society (AHA/ACC/HRS) del 2017 per la gestione dei pazienti con aritmie ventricolari e la prevenzione della MCI lo raccomandano. La International Society for Heart and Lung Transplantation (ISHLT) raccomanda il defibrillatore indossabile come terapia ponte per i pazienti in attesa di trapianto di cuore nelle sue Linee Guida per la cura dei candidati al trapianto cardiaco.
Il WCD è un'opzione terapeutica temporanea per i pazienti che sono a rischio transitorio di MCI. Il WCD consente ai medici di valutare il rischio aritmico a lungo termine del paziente, di effettuare piani di trattamento appropriati e di monitorare l'evoluzione della frazione di eiezione nei pazienti ad elevato rischio temporaneo di MCI dopo un infarto miocardico acuto (IMA) o un'insufficienza cardiaca di nuova diagnosi e prima o dopo una procedura cardiaca invasiva (come un intervento di bypass, il posizionamento di stent o un trapianto di cuore).
Il tempo di utilizzo abituale di un WCD può variare da 1 a 6 mesi, ma dipende dalle esigenze del paziente e dalla prescrizione del medico curante.

## Storia
L'uso della defibrillazione cardiaca è iniziato nel 1947. Dapprima è stata testata in un torace aperto e dieci anni dopo in un torace chiuso con livelli di energia elevati. Nel 1972 sono state sviluppate unità portatili in grado di erogare energie fino a 1000 volt e a seguire è stata introdotta la defibrillazione cardiaca con elettrodi intracardiaci, che necessitava di energie molto minori, fino a 30 joule. Alla Johns Hopkins University, i medici Mirowski e Mower insieme ai loro colleghi hanno iniziato a sviluppare i defibrillatori impiantabili (ICD) e nel 1980 sono stati in grado di impiantare un ICD nel primo essere umano. Nel corso degli anni, l'ICD è stato ulteriormente migliorato ed è ora una procedura standard. Esistono fattori che possono limitare l'impianto immediato di un ICD a scopo preventivo. Ad esempio, un rischio elevato di MCI può essere solo temporaneo in contrasto con l’impianto di un dispositivo per tutta la vita. Secondo le attuali linee guida (ad esempio, le linee guida ESC del 2021 e 2022), un paziente deve attendere almeno da 40 a 90 giorni dopo un evento cardiaco (ad esempio, infarto miocardico o insufficienza cardiaca di nuova diagnosi con ridotta funzione ventricolare sinistra) prima che venga presa la decisione di impiantare un ICD. Un defibrillatore indossabile con capacità di defibrillazione simili a quelle di un ICD potrebbe essere una soluzione da utilizzare come "ponte" per proteggere questi pazienti dalla MCI.
Nel 1986, M. Stephen Heilman e Larry Bowling fondarono LIFECOR e iniziarono lo sviluppo del primo defibrillatore indossabile (WCD). Fu chiamato LifeVest®. Questo WCD è stato ampiamente testato per tre anni in studi clinici multicentrici e multinazionali (WEARIT e BIROAD) negli Stati Uniti e in Europa. I risultati sono stati utilizzati per migliorare il dispositivo e sono stati alla base dell'approvazione FDA nel 2001 per il suo utilizzo in pazienti adulti ad alto rischio di MCI che non sono candidati a un ICD o che rifiutano di averlo. 14 anni dopo (2015) è stata ottenuta l'approvazione FDA per l'utilizzo del WCD nei pazienti pediatrici ad alto rischio di MCI e che non sono candidati all’impianto di ICD o non ne ricevono uno per mancanza di consenso da parte dei genitori. Nel 2000, prima delle approvazioni FDA, il WCD aveva già ricevuto la certificazione CE in Europa.
ZOLL Medical Corporation, nel frattempo diventata una società del gruppo Asahi Kasei, acquisisce LIFECORE nel 2006. Attualmente l'unico WCD LifeVest® disponibile è commercializzato nel Regno Unito, negli Stati Uniti d'America, in Europa, in Giappone e in diversi altri paesi del mondo. Secondo i dati di ZOLL, LifeVest® è stato prescritto a più di 1.000.000 di pazienti in tutto il mondo.

## Meccanismo di funzionamento
I tre componenti principali del WCD (monitor, cintura di elettrodi e corpetto lavabile) lavorano in maniera coordinata per garantire la protezione dalle aritmie.
Il monitor, alimentato a batteria, è inserito in una custodia e può essere indossato a tracolla o intorno alla vita (Fig. 1). Il monitor raccoglie i dati dagli elettrodi da elettrocardiogramma (ECG) ed esegue i calcoli appropriati in base alle impostazioni predefinite programmate dal medico. Contiene anche i condensatori per caricare l'energia necessaria alla defibrillazione. Le impostazioni predefinite sono: 1) rilevamento TV a 150-199 battiti/minuto; 2) rilevamento FV a ≥200 battiti/minuto. Un modulo di allarme sul monitor avvisa il paziente con una sequenza crescente di allarmi acustici, visivi e tattili (vibrazione) in caso di evento cardiaco (aritmia) potenzialmente fatale.
Nella cintura di elettrodi, quattro elettrodi ECG asciutti e non adesivi monitorano continuamente il ritmo cardiaco del paziente.
Nel corpetto sono collocate tre piastre per la terapia di defibrillazione, una sul torace (all'incirca all'altezza dell'apice del cuore) e due sulla parte superiore della schiena (tra le scapole). Gli elettrodi ECG sono posizionati all'interno del corpetto sul torace e forniscono due derivazioni ECG indipendenti. Prima di erogare uno shock, le piastre di defibrillazione, che normalmente sono asciutte, rilasciano automaticamente un gel conduttivo per proteggere la pelle da eventuali lesioni dovute al trattamento. Il WCD può erogare fino a cinque shock consecutivi per ogni aritmia riconosciuta. La terapia salvavita viene erogata in genere entro un minuto dall'insorgenza di un'aritmia. Il paziente, se non ha perso i sensi, può evitare l’erogazione di uno shock non necessario premendo contemporaneamente due pulsanti di risposta presenti sul monitor. Se invece il paziente non risponde, ad esempio perché è svenuto a causa di un'aritmia, le piastre di defibrillazione rilasciano automaticamente il gel ed erogano lo shock per ripristinare il normale ritmo cardiaco. Nel caso in cui l'aritmia si risolva da sola, nessuno shock di defibrillazione viene erogato. Per il corretto funzionamento non è richiesto alcun intervento degli astanti, ma questi vengono avvertiti, con messaggi vocali emessi dal monitor, di non toccare il paziente durante la defibrillazione e di chiamare il servizio di emergenza.
Il paziente riceve due batterie per il WCD. Una viene utilizzata per il funzionamento del monitor, l'altra viene collocata in un apposito caricabatterie per la sostituzione quotidiana. Una stazione dedicata contiene le funzioni elettroniche per la trasmissione dei dati su una rete di telefonia mobile a un database protetto del produttore. Le registrazioni ECG più rilevanti e i trattamenti vengono trasmessi automaticamente a un server sicuro. Il medico curante può visualizzarli e analizzarli tramite un accesso protetto da password. Prima di consegnare un WCD a un paziente, questo viene posizionato sul torace del paziente e programmato per garantire un rilevamento accurato del segnale ECG e il paziente riceve un addestramento dettagliato per garantirne l’uso corretto.
L'efficacia e l'efficienza del WCD sono state testate in numerosi studi clinici e in diversi studi internazionali post-market. Se il WCD è indossato correttamente e il rilevamento del segnale ECG è ottimale, il tasso di successo del primo shock è di circa il 98%. Pertanto, il WCD è efficace quanto un ICD nel trattamento delle TV e delle FV. Studi con follow-up a lungo termine hanno dimostrato che circa il 90% di tutti i pazienti trattati con il WCD è risultato ancora vivo un anno dopo l'evento di MCI.
Il WCD è non invasivo; pertanto, non rimangono lesioni o cicatrici dopo il suo utilizzo e dopo l'erogazione di uno shock di defibrillazione. Per una protezione efficace, il WCD deve essere indossato 24 ore su 24 e deve essere tolto solo per l'igiene personale, se possibile sotto la supervisione di un caregiver.

## Confronto tra WCD e altri strumenti di defibrillazione
1. I WCD sono destinati a pazienti con un rischio di MCI noto e transitorio, e sono destinati a un uso temporaneo come descritto sopra.
2. I defibrillatori automatici esterni (DAE) sono dispositivi elettronici portatili progettati per analizzare il ritmo cardiaco e informare l'operatore se è necessaria la defibrillazione. Sono destinati alla popolazione generale con un rischio sconosciuto di MCI e sono solitamente disponibili nei luoghi pubblici e sulle ambulanze di primo soccorso. I DAE sono costruiti in modo da essere utilizzabili dai non addetti ai lavori e forniscono all'operatore semplici istruzioni audio e visive da seguire. Gli elettrodi adesivi, posizionati dall'operatore sul torace del paziente, servono per il monitoraggio e la defibrillazione[25]. A differenza del WCD, un DAE necessita dell'intervento immediato di un astante per prevenire la MCI.
3. I defibrillatori impiantabili (ICD) sono dispositivi elettronici impiantati nel torace con un elettrocatetere nel ventricolo destro del cuore. Sono destinati ai pazienti con un rischio permanente di MCI. L'ICD è progettato per rilevare e interrompere le aritmie cardiache mediante defibrillazione d'emergenza[14]. Per l'impianto dell'ICD è necessario un intervento chirurgico invasivo che è associato a specifici rischi. La decisione di impiantare un ICD deve essere presa con attenzione[26]. Per colmare il tempo di attesa nel quale si definisce se i problemi cardiaci siano permanenti e se l'ICD sia la soluzione più adatta per il paziente, il WCD risulta l'opzione terapeutica ideale per prevenire la MCI[11].

## La vita quotidiana con il WCD
Il WCD protegge i pazienti dal rischio transitorio di MCI e fornisce al medico curante il tempo necessario per prendere la decisione terapeutica più adeguata. Permette ai pazienti ad alto rischio di MCI che vengono dimessi dall'ospedale di tornare a svolgere la maggior parte delle normali attività quotidiane senza preoccuparsi costantemente dei loro problemi cardiaci e dei possibili esiti fatali. Uno studio che ha analizzato retrospettivamente la qualità di vita dei pazienti a cui era stato fatto indossare un WCD ha rilevato che la maggior parte di essi non avvertiva alcun peggioramento in termini di mobilità (68%), cura personale (83%), routine quotidiana (75%), dolore (64%) e salute mentale (57%). Un altro studio che ha valutato prospetticamente la depressione e l'ansia nei pazienti eleggibili per il WCD ha riscontrato una tendenza a un miglioramento dei punteggi di depressione nei pazienti che hanno effettivamente ricevuto il WCD.
In caso di dubbi relativi alle attività che si possono svolgere indossando il WCD, il produttore raccomanda di consultare il medico curante. Il produttore consiglia inoltre di evitare attività in ambienti rumorosi e/o con elevate vibrazioni per il rischio di non sentire un possibile allarme del WCD.

## Situazioni in cui il medico può proporre il WCD
Secondo le linee guida internazionali dell'ACC/AHA/ESC del 2006, dell'ESC del 2021 e del 2022 e dell'AHA/ACC/HRS del 2017 i pazienti che possono beneficiare di un WCD sono:
- Pazienti con una ridotta funzione sistolica del ventricolo sinistro (LVEF) ≤ 35%.
  - Nei primi 40 giorni dopo un infarto miocardico (MI) senza rivascolarizzazione
  - Nei primi 90 giorni dopo la rivascolarizzazione coronarica con innesto di bypass aorto-coronarico (CABG)
  - Nei primi 90 giorni dopo angioplastica coronarica (PCI)
- Pazienti con insufficienza cardiaca di nuova diagnosi di origine ischemica con frazione di eiezione ridotta (HFrEF)
  - Per almeno 90 giorni di terapia medica ottimale
- Pazienti con insufficienza cardiaca di nuova diagnosi di origine non ischemica con frazione di eiezione ridotta, comprese le cardiomiopatie dilatative (CMD)
  - Per almeno 90 giorni di terapia medica ottimale
- Pazienti selezionati con fibrillazione ventricolare (FV) o tachicardia ventricolare sostenuta (TV)
  - Spontanea o inducibile
  - Verificatasi dopo 48 ore dall’IM
- Pazienti in lista di attesa per il trapianto di cuore
- Durante i tempi di attesa per i pazienti
  - Con terapia ICD indicata o interrotta (ad es. ICD espiantato a causa di un'infezione o di un'intolleranza e in attesa di un potenziale reimpianto, impianto ritardato a causa di ragioni mediche, tra cui infezione o recupero da un intervento chirurgico)
  - Con una terapia farmacologica in corso per l'insufficienza cardiaca che necessita di ottimizzazione
  - Con infiammazione del miocardio/miocardite e in attesa della sua risoluzione
  - Con rischio familiare o genetico di MCI se la diagnosi non è ancora stata completata e/o se è stato escluso un ICD
- Pazienti con cardiomiopatia peripartum (PPCM) nella fase a rischio

Dal 2006, l'ISHLT  ha inserito il WCD tra le raccomandazioni di classe Ib nelle sue linee guida per la cura dei candidati al trapianto cardiaco. Ciò significa che i pazienti in attesa di trapianto cardiaco che vengono dimessi dall'ospedale dovrebbero ricevere un defibrillatore indossabile o un ICD nel tempo di attesa fino al trapianto. Il WCD è una delle procedure o dei trattamenti per i quali esiste un'evidenza e un consenso generale sul fatto che sia vantaggioso, utile ed efficace in questa condizione.
Il position paper dell'Associazione Nazionale Medici e Cardiologi Ospedalieri (ANMCO), pubblicato nel 2023, descrive brevemente le indicazioni per l'uso del WCD in Italia, in accordo con le più recenti linee guida internazionali:
- Pazienti con cardiomiopatia ischemica
  - Pazienti con infarto miocardico acuto recente e frazione di eiezione ridotta (35%)
  - Pazienti con cardiopatia ischemica e frazione di eiezione ridotta (35%) senza infarto miocardico recente, sottoposti a rivascolarizzazione (angioplastica coronarica o bypass aorto-coronarico)
  - Pazienti con diagnosi iniziale di insufficienza cardiaca con frazione di eiezione ridotta (35%) a eziologia ischemica
- Pazienti con cardiomiopatia non ischemica
  - Pazienti con diagnosi iniziale di insufficienza cardiaca con frazione di eiezione ridotta (35%) a eziologia non ischemica
  - Pazienti con miocardite
  - Altre cardiomiopatie non ischemiche
- Pazienti con disfunzione sistolica su base tossica (indotta da farmaci e sostanze tossiche)
- Pazienti con cardiomiopatie genetiche
  - Sindrome di Brugada
  - Sindrome del QT lungo
- Pazienti con sarcoidosi
- Pazienti in attesa di trapianto cardiaco o con dispositivo di assistenza ventricolare sinistra
- Pazienti con un'indicazione per l'impianto di defibrillatore cardiaco che non può essere temporaneamente impiantato
  - Pazienti sottoposti a estrazione di defibrillatore cardiaco che non può essere reimpiantato immediatamente
  - Pazienti con controindicazioni transitorie all'impianto di defibrillatore cardiaco

## Prescrizione in Italia
In Italia, il WCD è raccomandato come opzione terapeutica adeguata per la protezione antiaritmica durante il periodo di attesa di 3-6 mesi fino all'individuazione della decisione terapeutica più idonea. Le indicazioni per la prescrizione seguono principalmente le linee guida EHRA presentate da Reek et al. 2017.

## Studi clinici sull'efficacia del WCD
Dopo la certificazione CE europea e l'approvazione FDA del WCD (LifeVest®), numerosi registri retrospettivi e prospettici ne hanno validato l'efficacia e la sicurezza. Sono stati pubblicati i dati di oltre 30.000 pazienti che hanno utilizzato il WCD per una vasta gamma di indicazioni. Di seguito viene presentato solo un estratto.

### Meta-analisi
Una metanalisi di 11 studi comparabili con circa 20.000 pazienti non sovrapposti con diverse indicazioni è stata pubblicata da Nguyen et al. Gli autori hanno evidenziato un tasso di mortalità complessivo dell'1,4%, un tasso di TV/FV del 2,6% e un tasso di mortalità correlato a TV/FV solo nello 0,2% di tutti i pazienti. L'1,7% dei pazienti (9,1 pazienti/100 anni-paziente) ha ricevuto un trattamento appropriato, che ha avuto successo nel 96%. Il tasso di shock inappropriati è stato <1,0%.
Un’altra revisione sistematica incrociata e una metanalisi degli studi che riportano i tassi di trattamento del WCD è stata condotta da Masri et al nel 2019. Sono stati analizzati 28 studi e oltre 30.000 pazienti. In un periodo di 3 mesi, 5 pazienti su 100 hanno ricevuto shock appropriati dal WCD e solo 2 pazienti su 100 hanno ricevuto shock inappropriati. L'analisi dei bias di selezione o di pubblicazione (ad esempio, il test di Egger) ha rivelato che non ci sono differenze tra gli studi indipendenti e quelli sponsorizzati dal produttore, né tra gli studi prospettici e quelli retrospettivi. Secondo gli autori, il tasso di pazienti che sono stati trattati in modo appropriato con il WCD in 3 mesi di follow-up è stato sostanziale e molto più alto negli studi osservazionali rispetto allo studio clinico randomizzato controllato incluso nell'analisi. Il tasso di mortalità è stato molto basso, pari a 0,7 per 100 pazienti in 3 mesi.

### Dati di studi controllati randomizzati
Il primo, e ad oggi unico, studio randomizzato controllato (RCT) sull'uso del WCD in pazienti post-IM è lo studio VEST, pubblicato per la prima volta nel 2018 da Olgin et al. In totale, 2.302 pazienti sono stati inclusi nell'analisi intention-to-treat (ITT). La mortalità aritmica, endpoint primario, è stata dell'1,6% nei pazienti del gruppo WCD rispetto al 2,4% nel gruppo di controllo. La differenza non è risultata statisticamente significativa, nonostante una riduzione del rischio relativo (RRR) del 33%. La mortalità per tutte le cause, endpoint secondario, è stata del 3,1% nel gruppo WCD e del 4,9% nel gruppo di controllo. La differenza è risultata statisticamente significativa, con una riduzione del 36% della mortalità (RRR). In particolare, in questo studio il tempo medio di utilizzo giornaliero è stato di sole 14 ore/giorno, quindi molto più basso rispetto agli studi osservazionali. Un'ulteriore analisi as-treated (ATT), fornita come appendice supplementare alla pubblicazione originale, ha rivelato una significatività statistica in tutti gli endpoint di mortalità, dando quindi risultati positivi per l'uso del WCD. In un'analisi per protocollo (PPA) pubblicata nel 2020, la riduzione della mortalità aritmica è stata del 62% e della mortalità per tutte le cause del 75%, entrambi risultati statisticamente significativi e paragonabili ai risultati dell'analisi ATT.
La Tabella 1 fornisce una panoramica di tutte le analisi dello studio VEST. In tutte le analisi, tutti i tipi di mortalità sono significativamente ridotti nel gruppo WCD, a eccezione della mortalità aritmica e non aritmica nell'analisi ITT.
Tabella 1: Panoramica di tutte le analisi dello studio VEST relative ai tassi di mortalità
| Analisi                                                                                             | Mortalità totale                     | Mortalità totale                     | Mortalità totale                                              | Mortalità aritmica                                            | Mortalità non aritmica               |
| ITT                                                                                                 | RR, 0,64 [95%CI, 0,43-0,98]; p=0,04  | RR, 0,64 [95%CI, 0,43-0,98]; p=0,04  | RR, 0,64 [95%CI, 0,43-0,98]; p=0,04                           | RR, 0,67 [95%CI, 0,37-1,21]; p=0,18                           | RR, 0,63 [95%CI, 0,33-1,19]; p=0,15  |
| ATT                                                                                                 | RR, 0,26 [95%CI, 0,14-0,48]; p<0,001 | RR, 0,26 [95%CI, 0,14-0,48]; p<0,001 | RR, 0,26 [95%CI, 0,14-0,48]; p<0,001                          | RR, 0,43 [95%CI, 0,21-0,91]; p=0,03                           | RR, 0,09 [95%CI, 0,02-0,35], p=0,001 |
| PP                                                                                                  | HR, 0,25 [95%CI, 0,13-0,48]; p<0,001 | HR, 0,25 [95%CI, 0,13-0,48]; p<0,001 | HR, 0,25 [95%CI, 0,13-0,48]; p<0,001                          | HR, 0,38 [95%CI, 0,17-0,86]; p=0,02                           | HR, 0,09 [95%CI, 0,02-0,39], p=0,001 |
| ITT - Intention to treat; ATT - As treated; PP - Per protocollo; RR - Risk Ratio; HR - Hazard Ratio |                                      |                                      |                                                               |                                                               |                                      |
| Olgin et al., 2018                                                                                  | Olgin et al., 2018                   | Olgin et al., 2020                   | Lettere in grassetto: Risultati statisticamente significativi | Lettere in grassetto: Risultati statisticamente significativi |                                      |

Questi risultati hanno mostrato che il WCD è altamente efficace nel ridurre i tassi di mortalità nei pazienti ad alto rischio di MCI. Tuttavia, i fattori essenziali per il successo della terapia con WCD nella pratica clinica quotidiana sono l'elevata compliance nell’indossamento e l'utilizzo del sistema di monitoraggio remoto fornito dal produttore (ZOLL Patient Management Network).

### Valutazioni delle tecnologie sanitarie (HTA)
Aidelsburger e colleghi hanno pubblicato i risultati di un HTA sul WCD nel 2020. Gli autori hanno analizzato i dati di 49 studi e hanno concluso che il WCD è una terapia sicura ed efficace nei casi di arresto cardiaco improvviso durante il periodo necessario per determinare le strategie di gestione del rischio a lungo termine, che il WCD è affidabile nel rilevare gli eventi di TV/FV e che mostra un'alta percentuale di shock appropriati che portano a un'alta percentuale di risoluzione delle TV/FV.
Cortesi e colleghi hanno pubblicato i risultati di un altro HTA nel 2021. Si sono concentrati sul rapporto costo-efficacia confrontando il WCD con lo "standard di cura" nei pazienti a rischio di MCI dopo IM o espianto di ICD. Gli autori, utilizzando i dati dello studio VEST, hanno riscontrato che il WCD è un trattamento conveniente nei pazienti dopo un IM. Utilizzando i dati del SSN italiano, nei pazienti dopo l'espianto di ICD, il WCD ha consentito un risparmio di 1.782 euro per paziente rispetto a 3 settimane di ricovero in un ospedale a bassa intensità (standard di cura). Gli autori hanno concluso che per il SSN italiano l'uso del WCD contribuisce a un utilizzo più efficace delle risorse e al miglioramento dell'assistenza ai pazienti nella pratica clinica.